# Munich Machine
Munich Machine var ett discoprojekt som skapades av Giorgio Moroder och Pete Bellotte
Munich Machine släppte albumen Munich Machine Introducing Midnite Ladies (1977), A Whiter Shade Of Pale (Munich Machine Introducing Chris Bennett), 1978 och Body Shine (1979). Bland de mest kända låtarna hör covern på "A Whiter Shade of Pale" och "Get on the Funk Train". Gruppen gjorde även varianter på Donna Summers hits som producerats av Moroder/Bellotte.
Namnet kommer från att man producerade musiken i Musicland-studion i München.